# Amerikaanse presidentsverkiezingen 1812

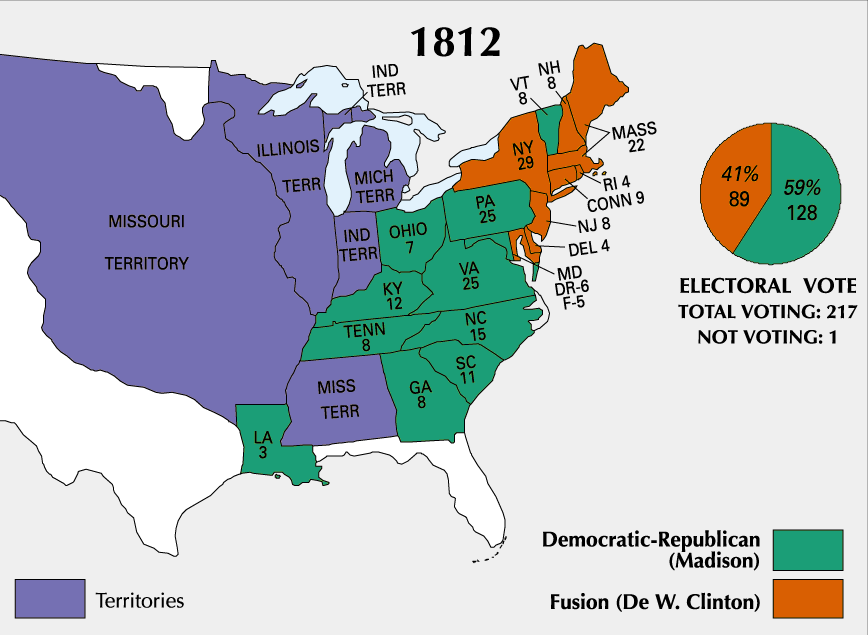
Verdeling van de stemmen in het kiescollege in 1812.

De Amerikaanse presidentsverkiezingen van 1812 gingen tussen de zittend president en Democratisch-Republikeinse kandidaat James Madison en zijn Federalistische rivaal DeWitt Clinton. Clinton was een voormalige partijgenoot van Madison, maar stelde zich op tegenover de zittend president en kreeg de steun van de Federalisten.

## Campagne
De campagne voor de verkiezingen van 1812 stond vooral in het teken van de dreigende oorlog met Groot-Brittannië. De napoleontische oorlogen in Europa hadden in de Verenigde Staten negatieve effecten, met name op het gebied van de handel met Groot-Brittannië en Frankrijk. Daarnaast waren er met de voormalige koloniale macht ook gespannen verhoudingen door de Britse aanwezigheid in de noordwestelijke territoria van de VS en het oppakken van Amerikaanse koopvaardijlieden van Britse origine om die vervolgens gedwongen dienst te laten nemen in de Britse strijdkrachten. De oorlogsdreiging werd ook aangegrepen als een kans op gebiedsuitbreiding voor de VS in Noord-Amerika. Het ook daadwerkelijk uitbreken van de Oorlog van 1812 in juni van dat jaar betekende voor de eerste maal in de Amerikaanse geschiedenis dat er presidentsverkiezingen plaatsvonden in oorlogstijd.

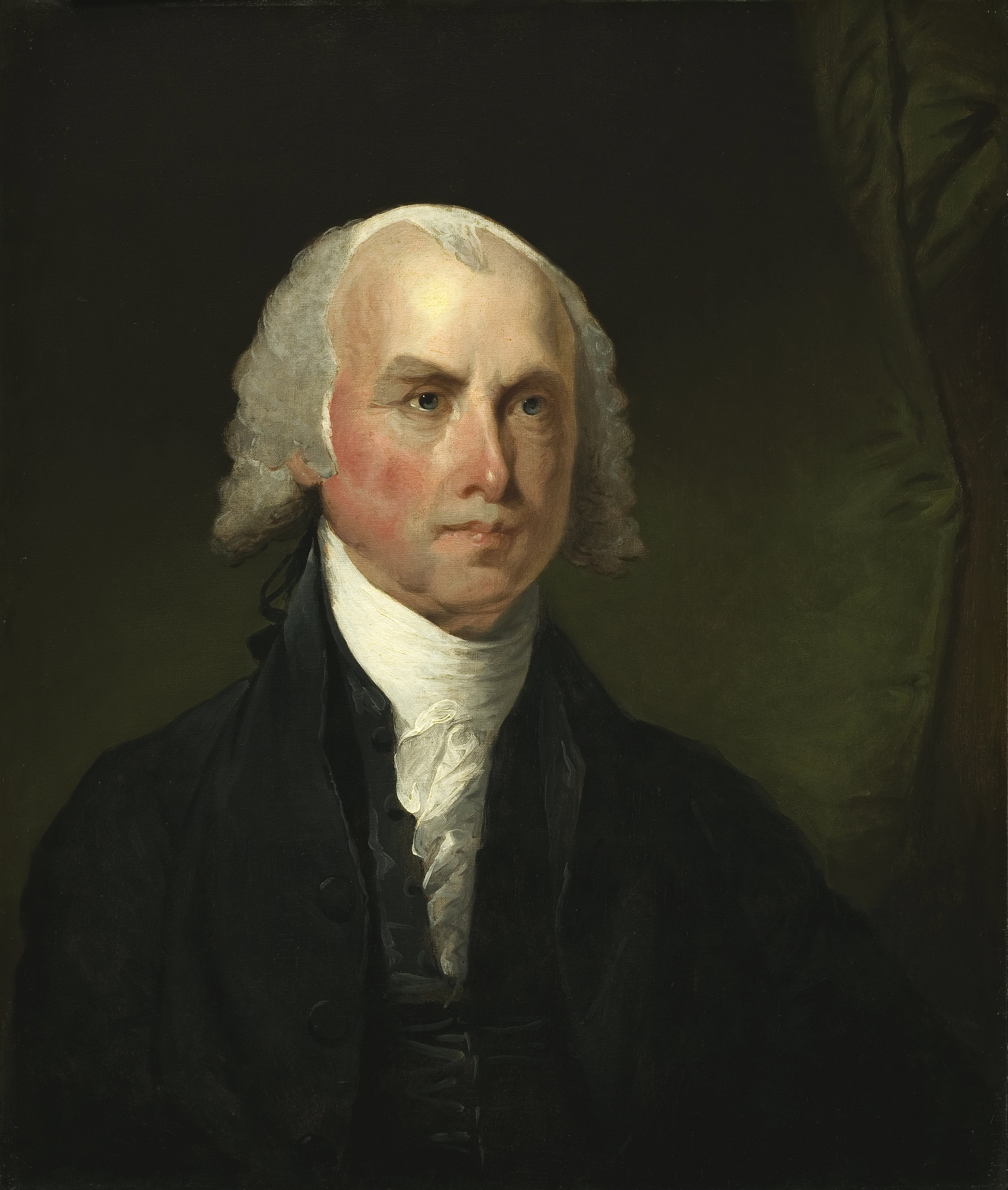
James Madison
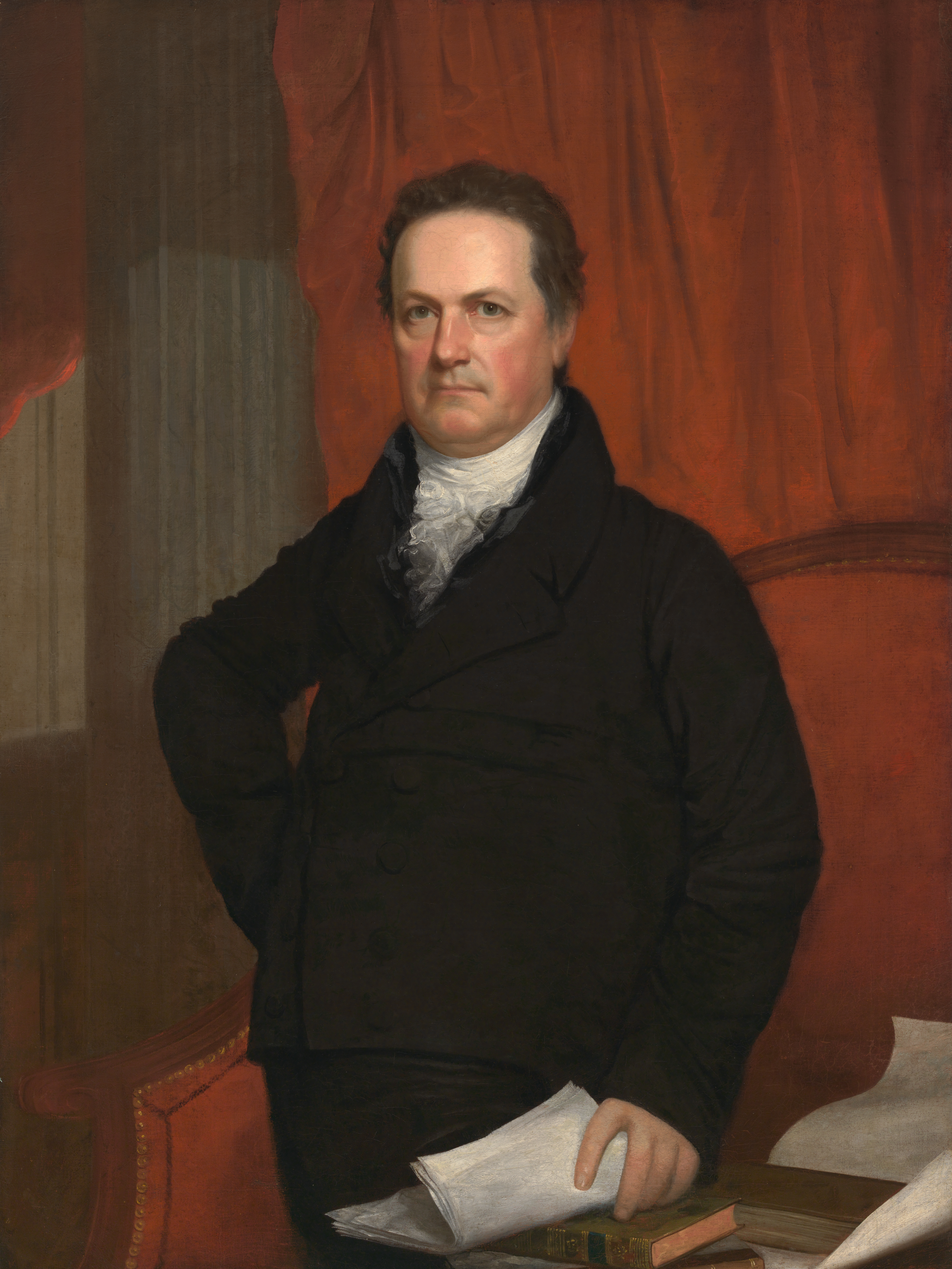
DeWitt Clinton

Madisons nominatie was vrijwel verzekerd, maar de keus voor de vicepresidentskandidaat was moeilijker. Aanvankelijk werd John Langdon genomineerd, maar deze weigerde te aanvaarden, waarna Elbridge Gerry de nominatie van zijn partij kreeg. Voor de Federalisten werd de keus niet op een partijgenoot gesteld, maar op een afvallige Democratisch-Republikein, DeWitt Clinton, neef van de voormalige vicepresident George Clinton. Jared Ingersoll werd de Federalistische vicepresidentskandidaat.
Clinton voerde een gemixte campagne. In de noordoostelijke staten, waar er veel tegenstand tegen de oorlog was, voerde hij campagne met als thema een anti-oorlogsplatform, terwijl hij in het zuiden en westen van het land, waar de meerderheid voor de oorlog was, juist campagne voerde voor een meer agressieve oorlogsvoering.

## Uitslag
Hoewel de Federalisten sinds het presidentschap van John Adams met een dalende populariteit te maken hadden, wist Clinton in deze tijd van oorlog toch nog in zeven staten de overwinning voor zich op te eisen. Het Amerikaanse volk was echter niet bereid om tijdens een oorlog van president te wisselen en Madison won met redelijk gemak de stemming in het kiescollege door in de zuidelijke en westelijke staten te winnen. De uiteindelijke stand in het kiescollege was 128-89 in het voordeel van de zittende president.
| Kandidaat                 | Partij                            | Kiesmannen | Percentage | Running mate     |
| ------------------------- | --------------------------------- | ---------- | ---------- | ---------------- |
| James Madison             | Democratisch-Republikeinse Partij | 128        | 58,7%      | Elbridge Gerry*  |
| DeWitt Clinton            | Federalistische Partij            | 89         | 40,8%      | Jared Ingersoll* |
| Niet-stemmende kiesmannen |                                   | 1          | 0,5%       |                  |
| TOTAAL                    |                                   | 218        | 100%       |                  |

Voetnoot; Doordat 3 door Clinton "gewonnen" kiesmannen uit Massachusetts niet voor Ingersoll maar voor Gerry kozen, kreeg Gerry 131 stemmen tegenover 86 voor Ingersoll
| Naam            | James Madison                     | DeWitt Clinton         |
| Partij          | Democratisch-Republikeinse Partij | Federalistische Partij |
| Thuisstaat      | Virginia                          | New York               |
| Running mate    | Elbridge Gerry                    | Jared Ingersoll        |
| Kiesmannen      | 128                               | 89                     |
| Gewonnen staten | 11                                | 7                      |
| Aantal stemmen  | 140,431                           | 132,781                |
| Percentage      | 50.4%                             | 47.6%                  |